# 相島勇人
相島勇人（あいじま ゆうと、1966年2月5日 - ）は、日本の元プロレスラー。本名：相島 俊介（あいじま しゅんすけ）。

## 経歴
- 1995年2月5日、西日本プロレス八代グランドホテル大会で相島俊介として対アメリカン・ジャッカル戦でデビュー。
- 1996年12月、西日本プロレスを退団。
- 1997年、リングネームを相島勇人に改名。
- 2005年12月、キングスロードに入団。
- 2006年7月1日、キングスロードが活動停止。
- 2021年12月8日、引退試合を行いプロレスラーを引退した[2][1][3]。

## 得意技
垂直落下式ブレーンバスター
バックドロップ
ラリアット

## 入場曲
- ドラキュラ（ロブゾンビ）

## タイトル歴
- 博多タッグ王座
- 博多華味鳥杯1DAYタッグトーナメント優勝